# Apophyga sericea
Apophyga sericea är en fjärilsart som beskrevs av W. Warren 1893. Apophyga sericea ingår i släktet Apophyga och familjen mätare. Inga underarter finns listade i Catalogue of Life.